# 拉多霍夏
50°57′21″N 28°19′17″E / 50.95583°N 28.32139°E
拉多霍夏（羅馬化：Radohoshcha）是烏克蘭北部的村莊，隸屬日托米爾州的科羅斯滕區。該村面積2.39平方公里，海拔高度200米，2016年人口266，人口密度每平方公里161.09人。